# Marius Göhringer
Marius Göhringer (* 24. Oktober 1992 in Villach) ist ein österreichischer Eishockeystürmer, der zuletzt beim EHC Linz in der Österreichischen Eishockey-Liga unter Vertrag stand.

## Karriere
Göhringer stammt aus dem Nachwuchs des EC VSV. Mit der U20-Mannschaft konnte er dreimal den österreichischen Meistertitel gewinnen. Sein Debüt in der EBEL gab er am 30. Oktober 2009 im Spiel gegen die Vienna Capitals. In den folgenden Jahren etablierte er sich in der dritten und vierten Angriffsformation des VSV und fiel vor allem durch Schnelligkeit, Kampfkraft und Leidenschaft auf, ließ jedoch Torgefährlichkeit vermissen. In der Kampfmannschaft kam er auf 185 Einsätze, wobei er 21 Punkte (8 Tore + 13 Assists) schaffte und mit den Villachern zweimal das Halbfinale der Play-offs erreichte.
Nachdem er vom VSV keine Vertragsverlängerung erhalten hatte, wechselte er für die Saison 2015/16 zum EHC Linz, mit dem er erneut bis ins Halbfinale kam. Zudem war es mit 15 erreichten Punkten (8 Tore + 7 Assists), seine bis dahin erfolgreichste Bundesligaspielzeit. Nach Auslaufen seines Kontrakts kam es zu keiner neuen Vertragsunterzeichnung, stattdessen plant Göhringer ab Herbst 2016 ein Wirtschaftsstudium in Wien.

## Erfolge und Auszeichnungen
- 2008 Österreichischer Jugendmeister mit dem EC VSV
- 2011 Österreichischer Jugendmeister mit dem EC VSV
- 2012 Österreichischer Jugendmeister mit dem EC VSV

## Karrierestatistik
(Legende zur Spielerstatistik: Sp oder GP = absolvierte Spiele; T oder G = erzielte Tore; V oder A = erzielte Assists; Pkt oder Pts = erzielte Scorerpunkte; SM oder PIM = erhaltene Strafminuten; +/− = Plus/Minus-Bilanz; PP = erzielte Überzahltore; SH = erzielte Unterzahltore; GW = erzielte Siegtore; 1 Play-downs/Relegation; Kursiv: Statistik nicht vollständig)